# Peperomia columnaris
Peperomia columnaris är en pepparväxtart som beskrevs av Hutchison och Pino & Klopf.. Peperomia columnaris ingår i släktet peperomior, och familjen pepparväxter. Inga underarter finns listade i Catalogue of Life.